# Lecture à voix haute
La lecture à voix haute, aussi appelée lecture à haute voix, est une forme de lecture consistant à oraliser un texte, par opposition à la lecture silencieuse ou à la lecture auriculaire.

## Définition
Pour Edmond Beaume,, la lecture à voix haute se différencie de la lecture orale.
La lecture à voix haute se définirait en trois opérations principales :
1. une opération de lecture visuelle silencieuse (je lis, je comprends)
2. une opération de diction (je dis ce que j'ai lu et compris)
3. une opération de rétroaction (je prends en compte l'effet de ma diction sur celui qui écoute).

À la différence, en lecture orale, les signes écrits sont transformés en sons à partir desquels le lecteur construit le sens, le lecteur se rendant auditeur du message écrit. Ainsi, l'oralisation précède et permet la compréhension (je vois, je prononce, j'écoute).

## Usage
La lecture à voix haute peut être effectuée par l'auteur du texte, par un comédien professionnel (comme c'est souvent le cas pour les livres audio) ou par n'importe quel lecteur (élève, enseignant, précepteur, dame ou homme de confiance, particulier). Sa destination peut être soi-même ou un public.
Gustave Flaubert, avec son épreuve du gueuloir, fournit un exemple d’une lecture à voix haute pour soi-même. Le cas d'Alberto Manguel, lecteur personnel de Jorge Luis Borges lorsque celui-ci est devenu aveugle, est un exemple de public se réduisant à une seule personne. Les lectures publiques, quant à elles, s'adressent généralement à un groupe de personnes.

### Lecture à voix haute professionnelle

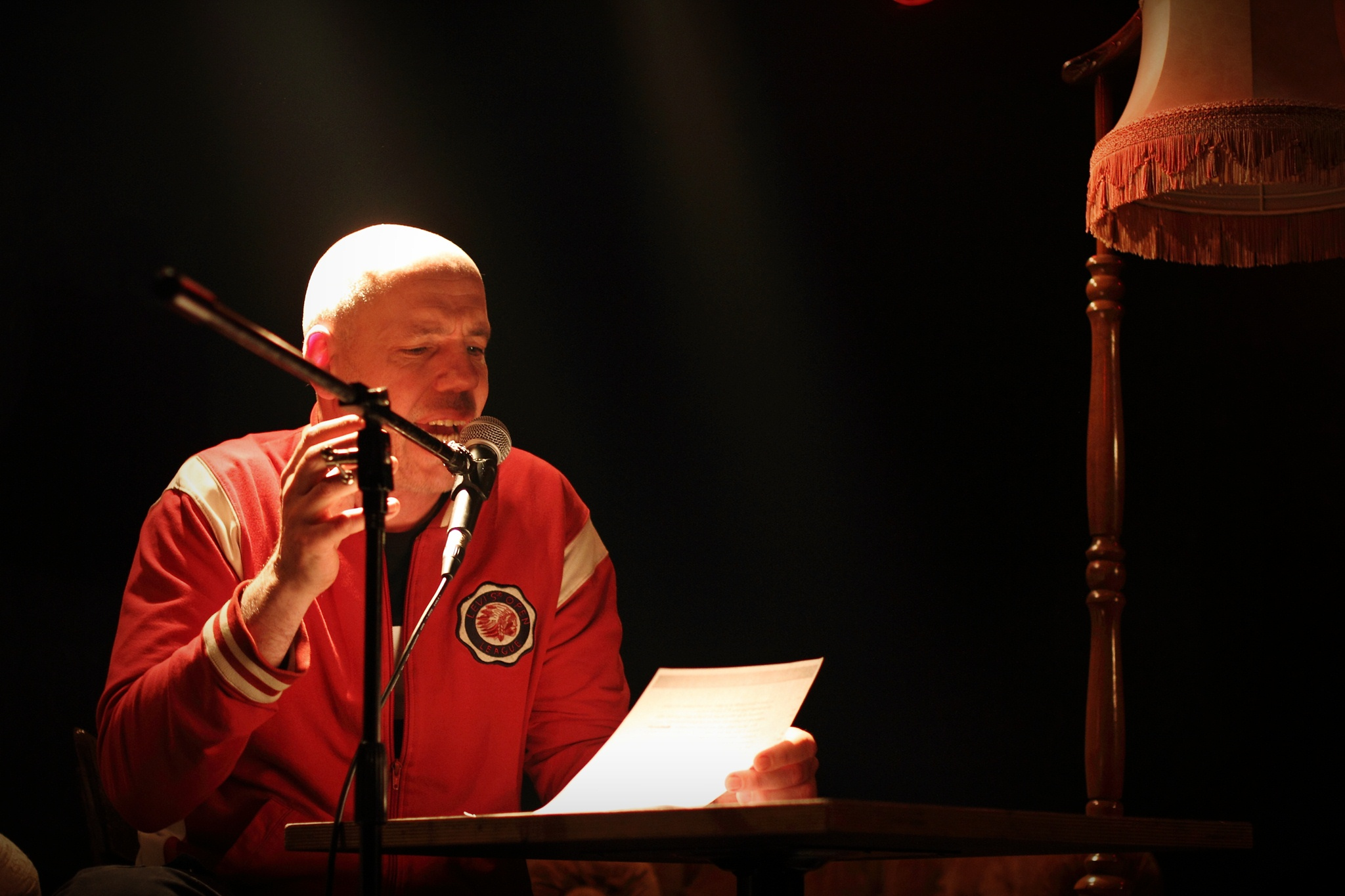
Performance de lecture à voix haute par Jan Off.

La lecture à voix haute revêt aujourd'hui une nouvelle dimension culturelle, en rapprochant le livre de ses lecteurs.
Depuis les performances de Fabrice Luchini dès 1985 au théâtre, le livre connaît une seconde vie sous la forme de lecture à voix haute, ce que rappelle également Sonia Dheur en 2017. Il s'agit de lectures publiques d'ouvrages déjà publiés, avec le concours de lecteurs professionnels (souvent des acteurs connus) et en étroite collaboration avec les écrivains, les éditeurs, les libraires, les bibliothécaires, les animateurs du monde littéraire et les artistes. Dans ce cadre, la lecture à voix haute est une expression artistique visant à valoriser le livre, son auteur, la vie littéraire et les arts du spectacle dans toutes leurs spécificités, au travers d'animations et de spectacles dans de multiples lieux publics, spécialisés ou non. On l'appelle également dire poétique.
La lecture à voix haute peut donner lieu à des animations en osmose avec les métiers du livre et de l'univers artistique. Depuis 2005, elle est également enseignée à l'université Sorbonne Paris IV par la société Les livreurs,, ainsi que dans des associations et des écoles de théâtre. Il existe également plusieurs compagnies théâtrales spécialisées dans ce qui est appelé lectures-spectacles (ou spectacles de lecture).
La lecture à voix haute est aussi une alternative pour les personnes empêchées de lire (déficients visuels, illettrés, etc.). Le livre audio (enregistré sur cassettes, sur CD, ou sur support numérique) se substitue alors au livre papier. L'informatique portable (lecteur MP3 notamment) permet d'écouter ce type de livre dans des environnements et des contextes ne permettant pas la lecture d'un support papier, par exemple lorsque l'on effectue un travail manuel ou en marchant.

#### Technique
Il s'agit de donner à entendre de sa voix la « petite musique » d’un texte et prononcer distinctement d’une manière claire et intelligible les mots d’un auteur. Il s'agit de dévoiler les subtilités qui se dérobent à la mélodie, renouer avec la pureté des sons et atteindre la virtuosité du verbe afin d’en faire éclater le style, mais encore manier le langage dans l’harmonie de la phrase, et porter la pensée d’un romancier, d’un dramaturge, ou d’un poète fidèlement sans laisser retomber ses finales.
La lecture à haute voix est le meilleur moyen de s’atteler à la technique de la diction et de la respiration. Placer sa voix, la timbrer, la moduler et donner du relief à une poésie, à une lettre, une fable, un roman… La lecture à haute voix est en cela un véritable exercice.

### La lecture à voix haute ou à haute voix dans l'apprentissage de la lecture

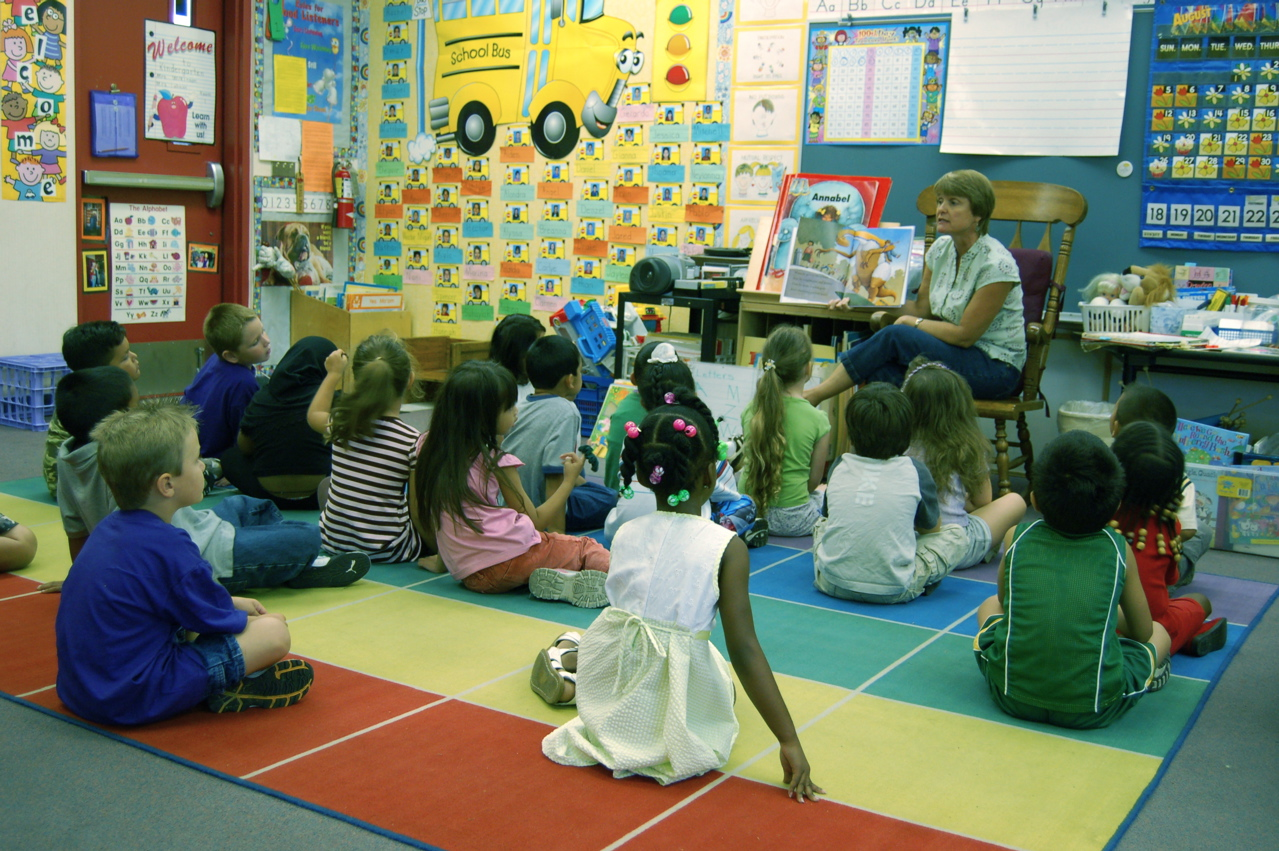
Lecture à voix haute dans une classe de maternelle en Californie

La lecture à voix haute fait partie des activités de classe au même titre que d’autres activités de lecture comme la lecture personnelle silencieuse ou la lecture auriculaire. À la différence d’autres activités de lecture, la lecture à voix haute nécessite des compétences de maîtrise du code et de la ponctuation afin que la lecture soit fluide et agréable pour l’auditeur. C’est pourquoi, la lecture à voix haute représente une activité à part entière dans l'apprentissage de la lecture qui se décompose en différents modes d'échange.

#### Les bénéfices d’une lecture à voix haute
À la différence d'une lecture personnelle silencieuse, une lecture à haute voix permet de :
1. favoriser l'attention et la concentration pour rendre compte du texte [9],[10]
2. améliorer la mémorisation par le développement de l'empan visuel, facilitant ainsi d'autres apprentissages[11],[9],[10]
3. favoriser le développement de la pensée logique et critique[5]
4. favoriser la prononciation pour une bonne élocution[12],[13]
5. enrichir le vocabulaire[14],[9],[10],[15]
6. favoriser la discussion au sein d’un groupe[10]
7. améliorer l'expression personnelle en rendant compte des émotions, ce qui permet de jouer un rôle en s'identifiant à un personnage et ainsi de faire un lien avec le théâtre[16],[17]
8. améliorer la connaissance et la compréhension des structures grammaticales et de la syntaxe par le respect de la ponctuation[18],[19],[10]
9. développer la confiance en soi en surmontant la peur du regard des Autres
10. renforcer les liens affectifs en faisant de la lecture une activité commune[11],[10],[20],[5] Odile Amblard, journaliste spécialisée en éducation et rédactrice en chef du site Enfant.com, rappelle lors de l'émission Tout comprendre de juin 2015[21] que la lecture orale est un plaisir partagé côte à côte qui permet de créer une relation affective entre l’enfant et le parent qui lui lit une lecture informative ou de fiction en prenant une voix différente de celle connue quotidiennement par l’enfant.
11. favoriser l'intérêt pour la lecture chez les plus jeunes afin d'imiter les adultes et de lire eux-aussi[22],[10]

L’étude Leggimi ancora menée par Giunti Scuola et Giunti Editore en collaboration avec l'Université de Pérouse sous la direction de Federico Batini, professeur de pédagogie expérimentale à l'Université de Pérouse, effectuée auprès de 1 500 élèves âgés de 6 à 11 ans issus des villes de Lecce, Modène et Turin a révélé que les élèves qui bénéficiaient d’un enseignement de lecture à voix haute durant 20 à 30 minutes à l’école permettait d’augmenter la capacité d’apprentissage de 10 à 20% des enfants.
Écouter une lecture à voix haute permet à son public d'exercer son imagination et sa créativité. En écoutant des fictions, l'auditeur peut visualiser des scénarios, notamment avec le soutien du jeu des intonations et des pauses stratégiques.

#### Organisation de lectures à voix haute en classe
Différentes organisations de lectures à voix haute peuvent être mises en place pour assurer une lecture à voix haute au sein d’une classe.
Ces différentes organisations s'articulent autour de trois locuteurs :
1. De l’enseignant vers les élèves ou un élève en particulier à partir d’un livre que l’enseignant lit lui-même à voix haute de façon vivante ou théâtralisée pendant que la classe ou l’élève écoute (occasion pour des questions de vocabulaire, de compréhension du texte ou pour le plaisir)
2. D’un élève vers son groupe classe
  1. à partir d’un livre partagé par tous en lisant à tour de rôle une quantité de mots ou de phrases en séquence
  2. à partir d’un livre partagé par tous en lisant ce qui est relatif à un rôle (narrateur/narratrice, personnages)
  3. à partir d’un livre différent pour chacun afin de partager une lecture, des expressions différentes ou tout autre motif choisi par l’enseignant
3. D’un élève ou des élèves d’un groupe classe vers un autre groupe classe moins âgé ou plus âgé dans les mêmes conditions que dans le deuxième cas

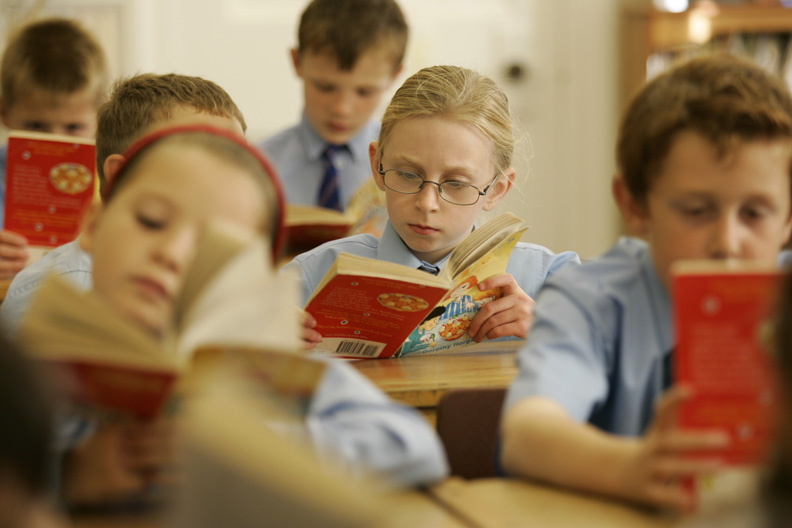
Élèves d'une classe lisant le même livre
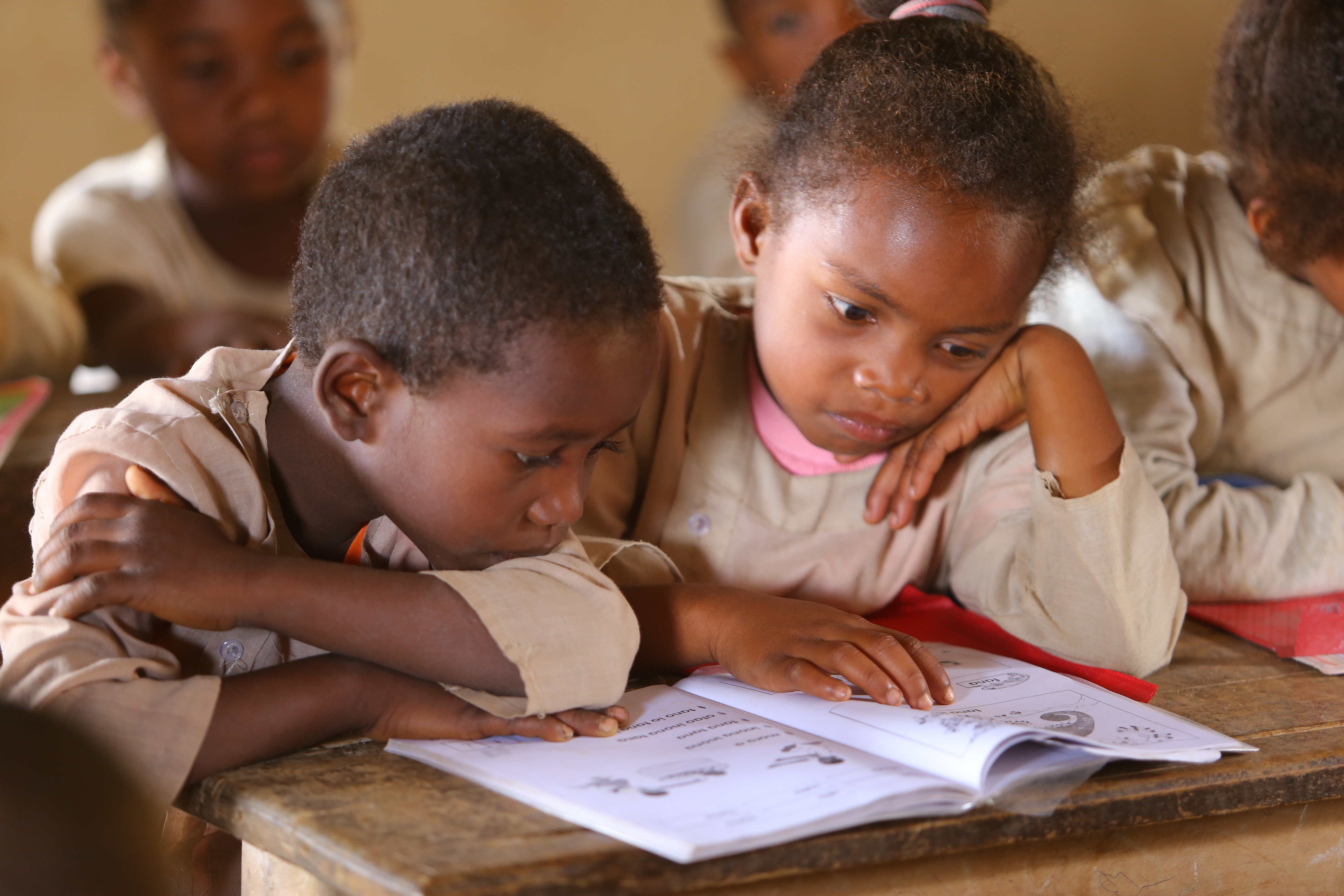
Deux élèves malgaches lisent le même livre
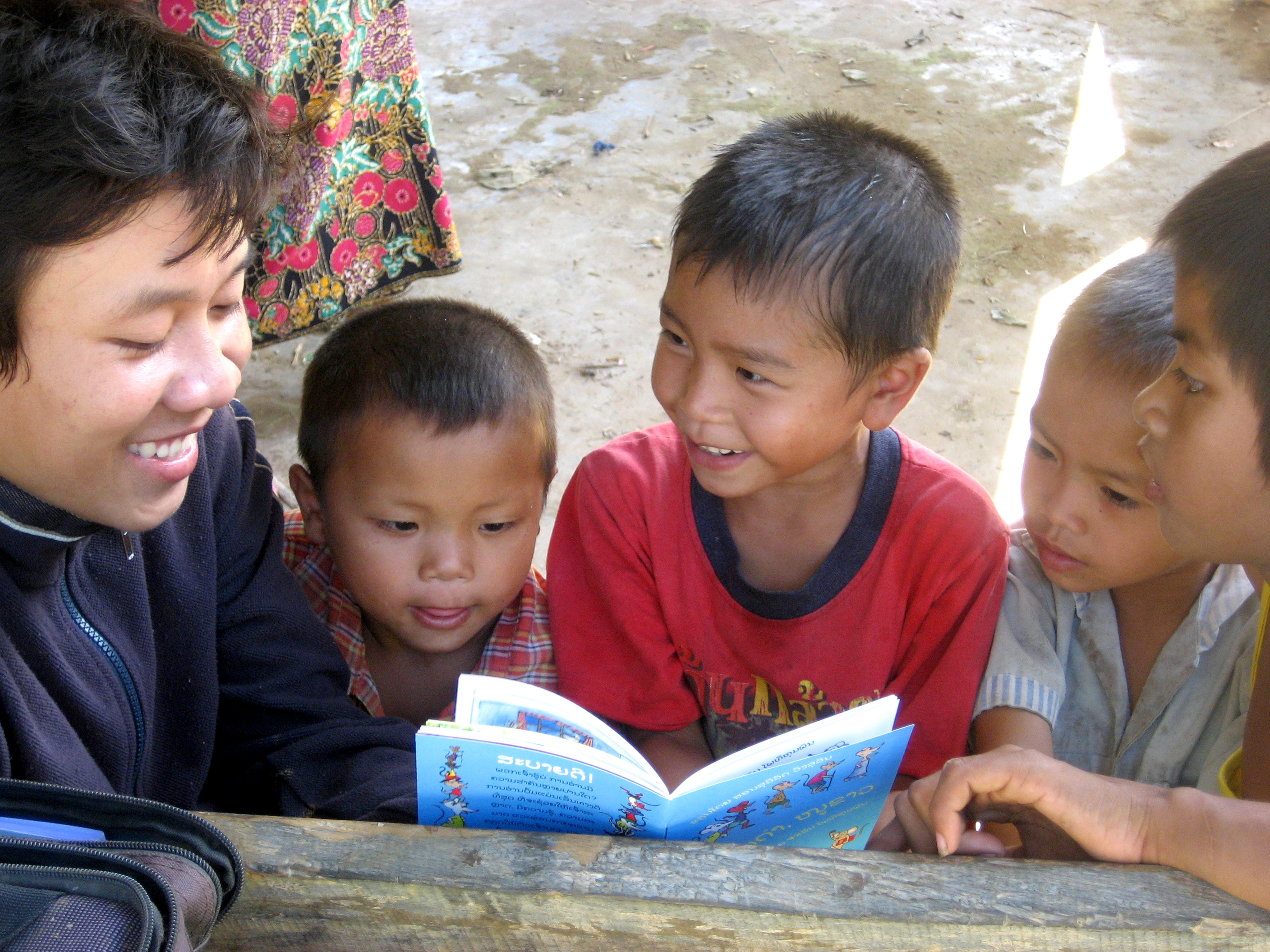
Un collégien fait la lecture à des élèves plus jeunes
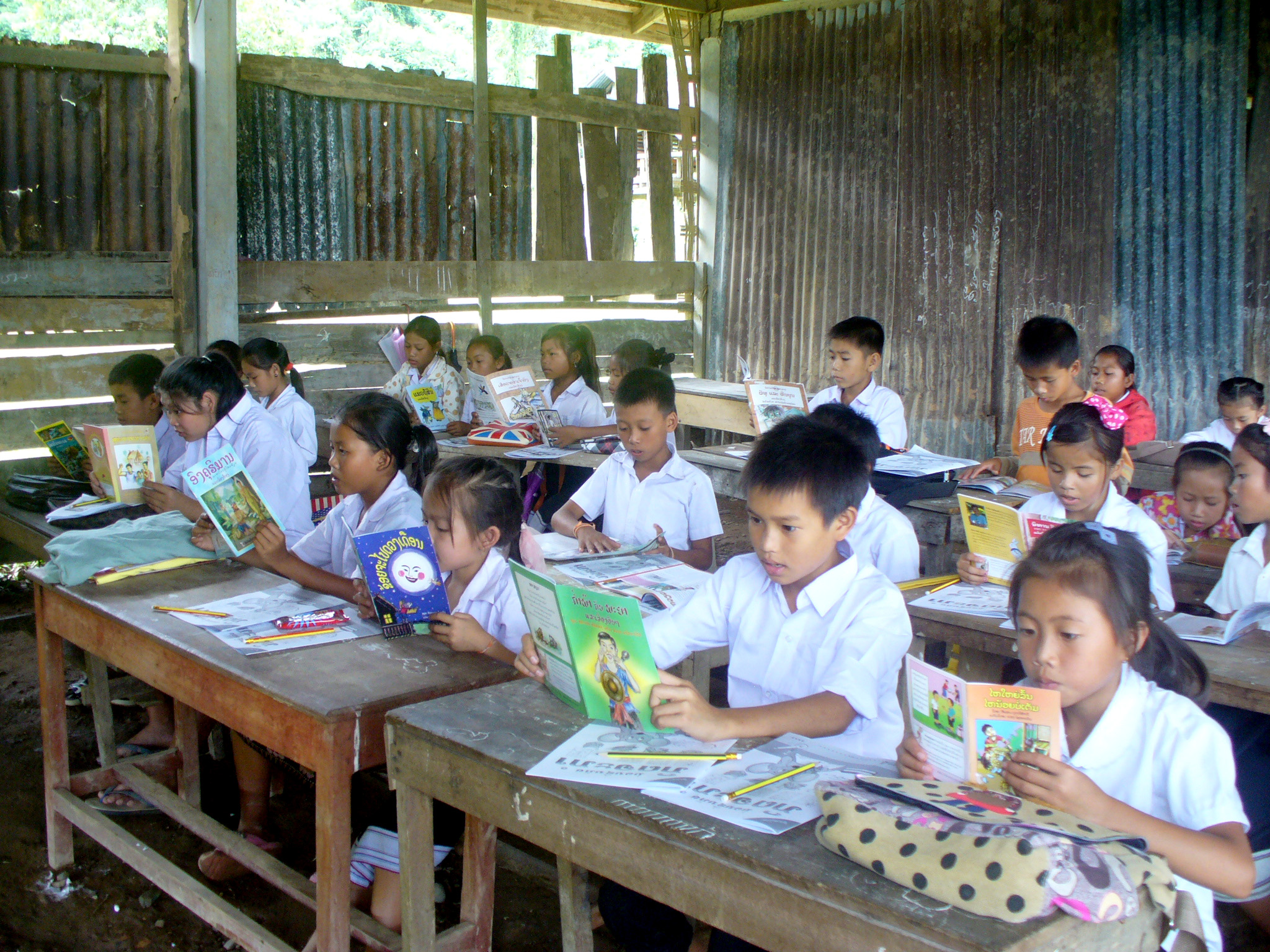
Élèves laotien lisant des livres en classe

#### La lecture à voix haute comme entrée dans l’écrit
À l’école maternelle, la lecture de textes et de livres de jeunesse est un moment ritualisé et quotidien pour ces élèves encore non-lecteurs. Ce qui est lu à haute voix par l’enseignant prend tout son sens pour les élèves car c’est par la lecture à voix haute que ces derniers vont prendre conscience de l’écrit et de sa permanence,. C’est la lecture de la même histoire plusieurs fois qui va permettre aux élèves de mémoriser la chronologie des évènements, les personnages ainsi que des éléments textuels.
C’est tout l’enjeu des contes de randonnées qui se caractérisent par une structure répétitive. Ce caractère répétitif permet une mémorisation rapide par les élèves. Cette mémorisation leur permet de développer une conscience syntaxique ainsi qu'une prise de conscience de la permanence de l’écrit. C’est cette permanence de l’écrit où les lettres et les mots ne changent pas qui permet aux élèves non-lecteur d’entrer dans l’écrit. En comprenant que parler et figer sur du papier ce que l’on dit revient au même acte, ils s’intéressent aux lettres et développent le principe alphabétique, fondement nécessaire à l’apprentissage de la lecture. Lorsque les élèves reprendront le conte, seul au coin bibliothèque, ils répèteront l’histoire et la mimeront, développant ainsi un comportement de futur lecteur et écrivain.
Que ce soit à l’école maternelle, à l’école élémentaire ou au collège, la lecture d’histoires à voix haute par l’enseignant est primordiale. Elle doit être pensée et préparée (intonation, silence, théâtralisation…).

#### Les ressources de lecture à voix haute pour l'enseignement
Il n'existe pas en France de plateforme de ressources dédiées à la lecture à voix haute. Cependant, de nombreux sites institutionnels (notamment Éduscol) et personnels (site d'enseignants, de conseillers pédagogiques, d'associations, etc.) offrent des ressources de qualités variées.
La lecture à voix haute nécessitant une maîtrise du code, une compréhension du texte et une capacité à anticiper le texte à lire, les élèves doivent avoir appris à maîtriser un certain nombre de compétences dont la fluence. Élaboré en 1963, par psychologue scolaire Pierre Lefavrais, le Test de l'alouette permet d'évaluer la fluence d'un élève sur un texte non-signifiant. En juin 2008, ce type de test a été mis à jour avec l’outil Évaluation de la Lecture en FluencE réalisé par le Laboratoire des sciences de l’éducation de l’Université Pierre Mendès France de Grenoble à partir de textes signifiant. Ces tests permettent aux enseignants d'assurer une évaluation diagnostique et une évaluation sommative de la fluence des élèves afin de suivre leur maîtrise du code et ainsi leur capacité à décoder un texte.
Si tous les genres littéraires se prêtent à une lecture à voix haute, certains genres se prêtent plus particulièrement à la lecture à voix haute dans le cadre de l'enseignement impliquant un grand nombre de lecteurs. En France, une classe atteignait, en moyenne en 2019 :
1. en maternelle 24,3 élèves
2. en élémentaire 22,7 élèves
3. au collège 25,4
4. au lycée 29,1

Afin d’assurer que chaque élève puisse lire, la fiction est le genre à privilégier permettant une lecture pleine page ainsi que la possibilité de plusieurs personnages en plus du narrateur.
Des ressources spécifique à la lecture à voix haute en classe permettent de faciliter l'enseignement de cette pratique. Séquence, supports, activités et documents de travail sont mis à disposition par différents acteurs de l'enseignement (professeurs des écoles, conseillers pédagogiques de circonscription, médiateurs scientifiques, etc.),.

#### Valorisation de la lecture à voix haute
En France, dans le cadre de l’enseignement, la lecture à voix haute est valorisée par différents événements.
Depuis 2012, le concours Les Petits Champions de la lecture s’adresse à tous les enfants des classes de CM2. Ils peuvent participer au sein de leur classe sous la responsabilité de leur enseignant ou au sein d’un groupe librement constitué, sous la responsabilité d’un médiateur du livre (bibliothécaire, libraire, animateur de centre aéré, responsable d’atelier pédagogique, etc.).

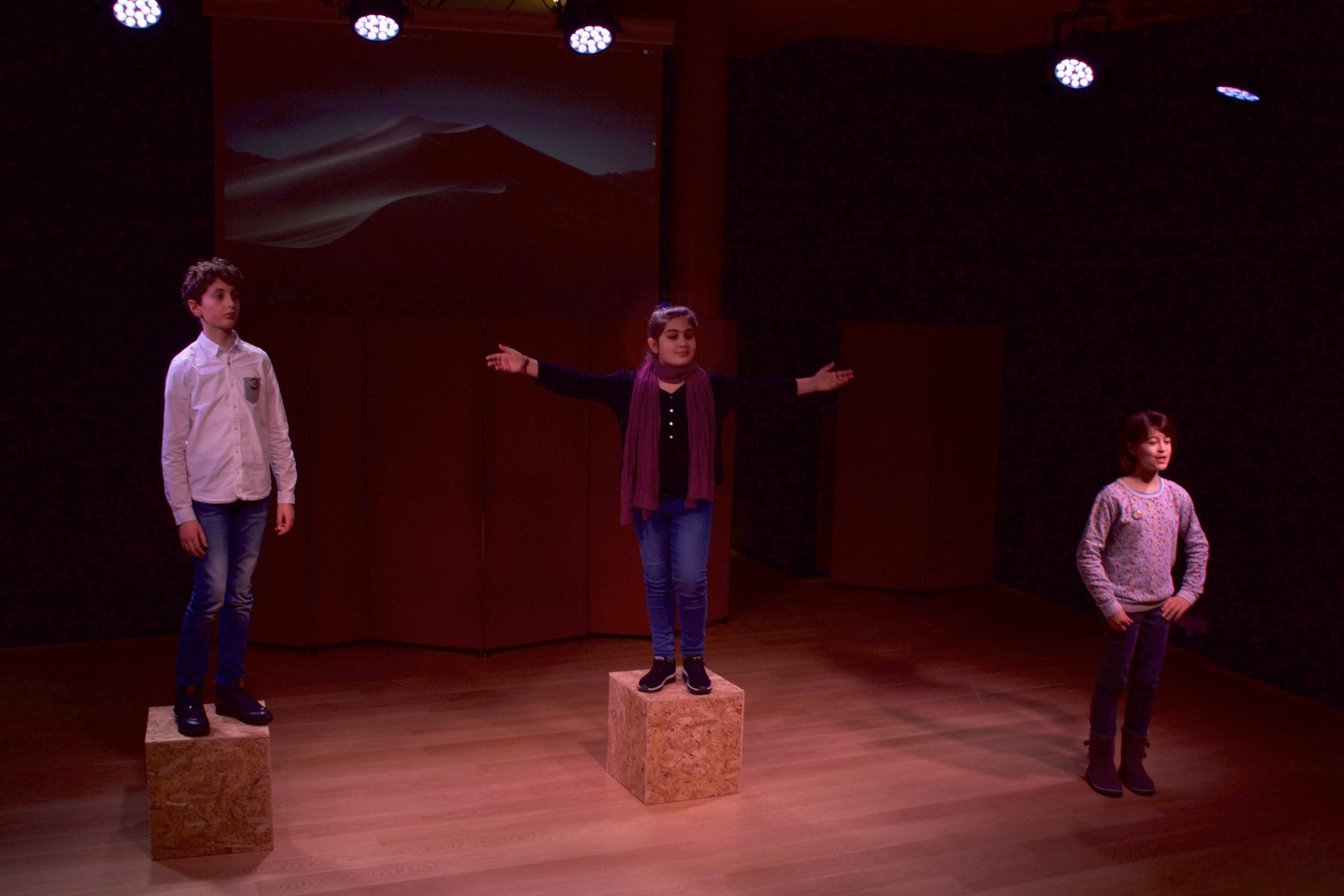
Nuit de la lecture 2020 au Conservatoire Gabriel Fauré de Saint-Arnoult-en-Yvelines.

En 2019, France Télévisions et l’émission La Grande Librairie ont organisé un concours de lecture à voix haute en partenariat avec le ministère de l'Éducation nationale et de la Jeunesse à destination des collégiens et des lycéens,.
En 2016, le Ministère de la Culture a lancé l’événement national la Nuit de la Lecture qui se déroule un samedi de janvier afin de rendre le livre et la lecture accessibles à tous et qui implique autant les citoyens que les scolaires dans des activités de lecture notamment à voix haute.
En France, la lecture à voix haute fait également l’objet d’un suivi par différentes agences dont l’Agence nationale de lutte contre l'illettrisme (ANLCI). Créée en 2000 sous la forme d’un groupement d’intérêt public, le but de l’Agence nationale de lutte contre l’illettrisme est de fédérer et d’optimiser les moyens de l’État, des collectivités territoriales, des entreprises et de la société civile en matière de lutte contre l’illettrisme ce qui implique la lecture à voix haute comme le présente sa veille médiatique et son relais d’événements comme Mots dits Mots lus de la journée sidérale de la lecture à voix haute.

### La lecture à voix haute comme outil contre les troubles du langage
Les travaux de recherche Apports de la méthode “Voix Haute” chez l’enfant dyslexique menés par Fanette Regnier sous la direction de l'orthophoniste Karine Harrar-Eskinazi et du directeur, enseignant et linguiste Christian Jacomino, démontrent des effets positifs de la méthode Voix Haute sur différents types de pathologies.
Issus de la méthode Voix Haute conçue par Christian Jacomino, des ateliers à raison de 5 séances pendant les vacances de février ont été proposés à des adolescents âgés de 11 à 17 ans souffrant de troubles de l’attention et de la compréhension écrite, de difficultés orthographiques ainsi que de dyslexie. Cette méthode, conçue dans le but de lire pour partager et pour parler, se montre être un outil intéressant pour les parents ou en complément de rééducation des troubles spécifiques du langage car elle apporte de nombreuses techniques et stratégies de lecture.

### Référence exacte de la bibliographie consultée
- (en) Nasser Saleh Al-Mansour et Ra’ed Abdulgader Al-Shorman, « The effect of teacher’s storytelling aloud on the reading comprehension of Saudi elementary stage students », Journal of King Saud University - Languages and Translation, vol. 23, no 2,‎ juillet 2011, p. 69-76 (lire en ligne).
- (en) Isabel Beck et Margaret McKeown, « Text Talk: Capturing the Benefits of Read-Aloud Experiences for Young Children », The Reading Teacher, vol. 55, no 1,‎ 1er septembre 2001, p. 10-20.
- (en) Brad M. Farrant et Stephen R. Zubrick, « Parent–child book reading across early childhood and child vocabulary in the early school years: Findings from the Longitudinal Study of Australian Children », First Language, vol. 33, no 3,‎ 1er juin 2013, p. 280-293.
- (en) Hanane Oueini, Rima Bahous et Mona Nabhani, « Impact of Read-Aloud in the Classroom in: a Case Study », The Reading Matrix, vol. 8,‎ 1er mai 2008, p. 139-157.